# Tour Cavallo
 (signalé en juin 2025).
Si vous disposez d'ouvrages ou d'articles de référence ou si vous connaissez des sites web de qualité traitant du thème abordé ici, merci de compléter l'article en donnant les références utiles à sa vérifiabilité et en les liant à la section « Notes et références ».
- Archive Wikiwix
- Bing
- Cairn
- DuckDuckGo
- E. Universalis
- Gallica
- Google
- G. Books
- G. News
- G. Scholar
- Persée
- Qwant
- (zh) Baidu
- (ru) Yandex
- (wd) trouver des œuvres sur Wikidata

La Tour Cavallo (en italien : Torre Cavallo) est l'une des anciennes tours de guet du XVIe siècle qui se dressent dans la région de Reggio de Calabre et font partie du système de défense du détroit de Messine. La tour se dresse sur les falaises abruptes de la côte calabraise, entre Cannitello (un hameau de Villa San Giovanni) et Scilla.

## Historique
On pense que le promontoire de la tour doit son nom à une abréviation populaire du latin caput valli (chef de la défense). C'est probablement sur ces falaises que l'empeeur romain Auguste grimpa après la défaite navale dans les eaux de Scylla, avant la victoire décisive contre Sextus Pompée.
Le terme cavallo a également été attribué à la présence d'une écurie, adjacente à la tour, où un cheval était gardé pour une information rapide des habitants.
Une autre origine possible du nom est attribuée à la présence d'une motte, une fortification dans laquelle les habitants se réfugiaient temporairement pour échapper aux incursions des Sarrasins. D'autres encore pensent que le nom dérive d'une statue de cheval légendaire placée pour défendre la Sicile et le détroit, mais cette théorie n'a pas trouvé de soutien.

### La construction de la tour
Au Moyen Âge, dans les villes et les centres maritimes, il y avait un fort danger d'attaques menées d'abord par les pirates sarrasins puis par les Turcs. C'est pour cette raison que de nombreuses tours de guet furent érigées sur les pointes avancées de la côte, prêtes à donner l'alarme dès qu'une voile suspecte apparaissait à l'horizon.
Ainsi, vers 1559, la tour Cavallo fut construite, aux frais de la municipalité de Scilla, qui devait payer un droit sur la soie à la ville de Reggio et pour renforcer les fortifications de Reggio de Calabre. En fait, comme les tours et les forteresses étaient les seules défenses auxquelles les habitants recouraient volontiers, ils étaient prêts à se soumettre à un tribut.
Les communications entre les tours étaient rapides, donc une fois reçu l'avis de présence étrangère de la tour de Punta Pezzo, la nouvelle est communiquée au poste de guet du promontoire de San Gregorio, qui alerte celui posté à Capo Pacì. De là, les citoyens étaient immédiatement avertis de se mettre à l'abri et de préparer leur défense. Les gens s'enfuyaient dans la campagne arrière, tandis que les hommes d'armes du seigneur féodal couraient vers la mer pour sécuriser les défenses.
La présence de la famille Ruffo di Calabria détermina le sort de la tour, ses diverses reconstructions et les modalités d'utilisation de la tour elle-même.

## Source
- (it) Cet article est partiellement ou en totalité issu de l’article de Wikipédia en italien intitulé « Torre Cavallo » (voir la liste des auteurs).